# Karol Murgaš

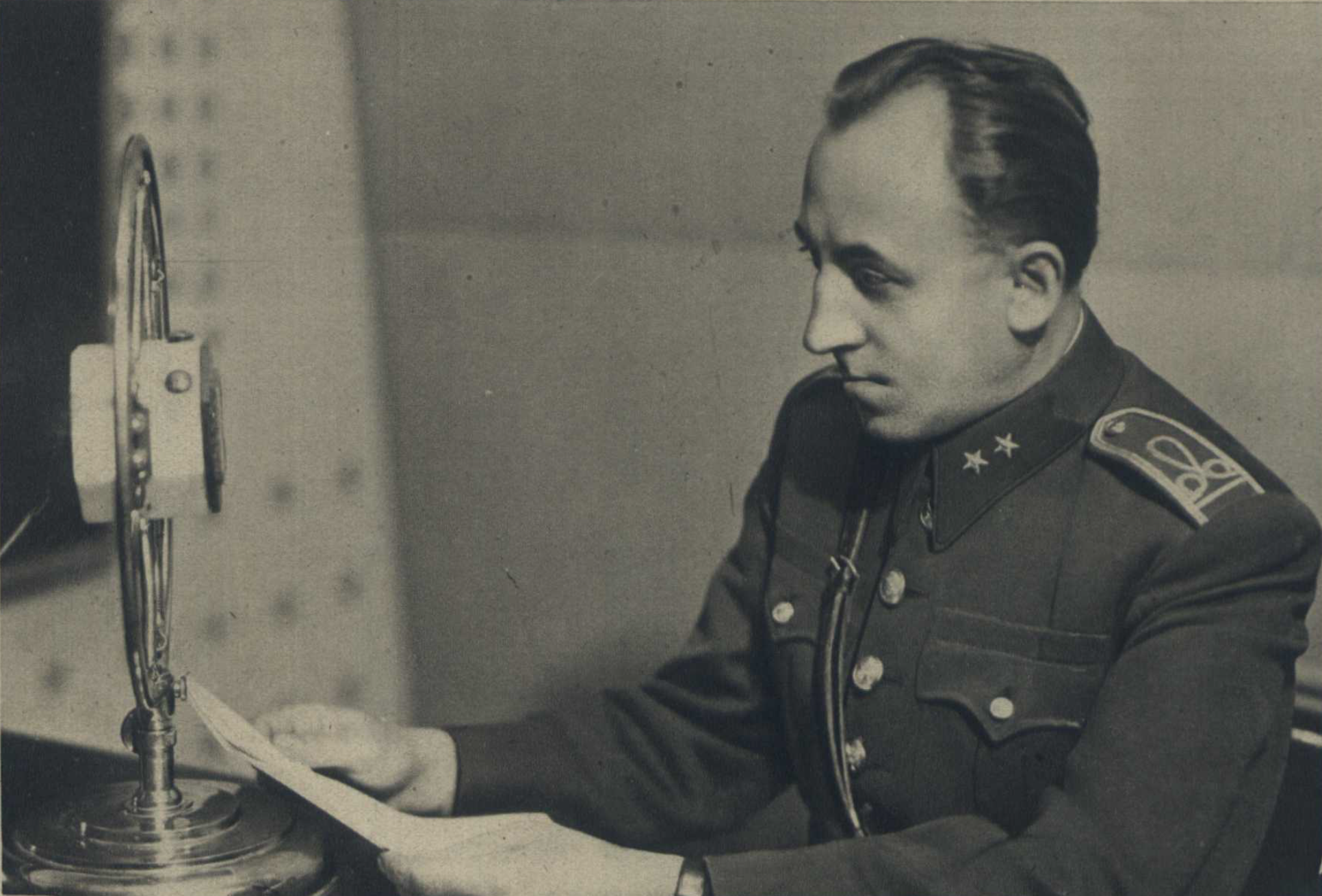
Karol Murgaš (1939)

Karol Murgaš (* 12. September 1899 in Budapest; † 27. Juli 1972 in Skokie) war ein slowakischer Journalist, Jurist, Politiker und Vertreter des radikalen pronazistischen Flügels der Slowakischen Volkspartei. Er war 1938 neben Alexander Mach, Ján Dafčík und Karol Sidor einer der Hauptbegründer und engagierter Organisator der Hlinka-Garde. Von 1938 bis 1939 war er deren Stabschef und von 1940 bis 1941 Chef des Propagandaamtes des Slowakischen Staates.

## Leben
Im Jahr 1929 kam Murgaš in die Redaktion der Hlinka-Parteizeitung Slovák (Der Slowake) und wurde dort als Redakteur tätig. Schon damals stand er gemeinsam mit den Brüdern Ďurčanský und Šaňo Mach an der Spitze der Nástupisten (den politischen Schülern Vojtech Tukas), die konsequent die Forderung nach einer vollen Souveränität der Slowakei vertraten.
Von 1938 bis 1939 war er neben Šaňo Mach Stabschef der Hlinka-Garde unter Karol Sidor. Durch sein offenes Paktieren mit dem deutschen Sicherheitsdienst rief er bei den katholisch-konservativen Regierungskreisen zunehmend Misstrauen hervor. 1939 ließ der slowakische Ministerpräsident Jozef Tiso Murgaš wegen seiner pronazistischen Aktivitäten im Konzentrationslager Ilava internieren, er wurde aber kurz darauf von Angehörigen der Gestapo wieder befreit.

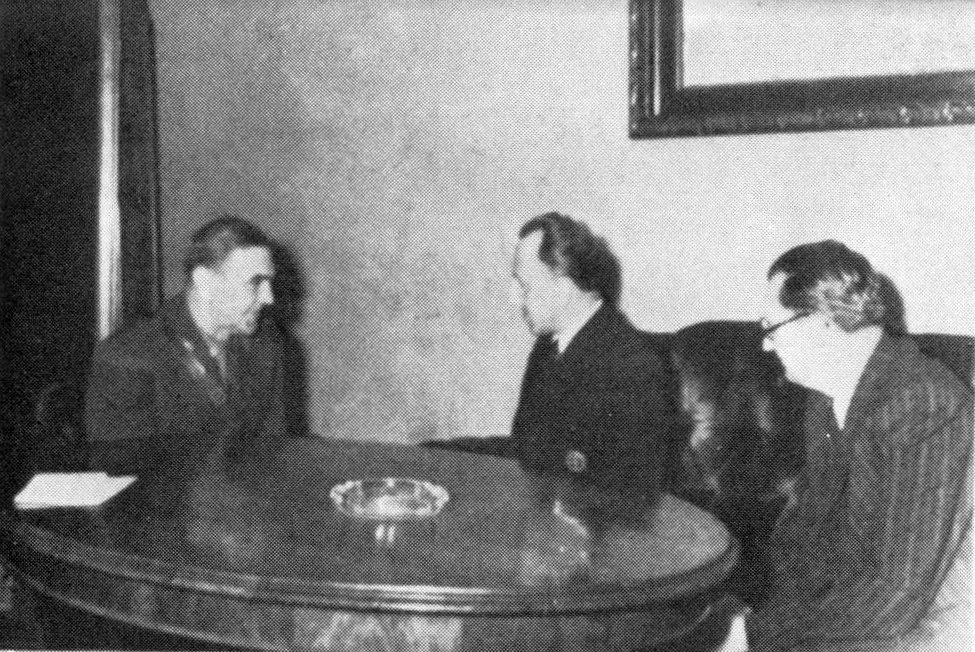
Karol Murgaš (Mitte) als slowakischer Botschafter in Kroatien mit Ante Pavelić und Mladen Lorković.

Von 1940 bis 1941 war er Chef des Propagandaamtes der Slowakischen Volkspartei, als welcher er in Medien und in der öffentlichen Meinung einen "Slowakischen Nationalsozialismus" zu verankern suchte. Zum Jahreswechsel 1940/41 war Murgaš gemeinsam mit dem deutschen Gesandten in Bratislava, Manfred von Killinger, eine der treibenden Kräfte hinter den Putschversuchen der Radikalen gegen den Staatspräsidenten Tiso. Ab 1941 war er Gesandter der Slowakei in Zagreb. 1946 wurde er von den Amerikanern an die Tschechoslowakei ausgeliefert und von einem Gericht zu 15 Jahren Haft verurteilt. Nach seiner Freilassung zog Murgaš 1966 mit seiner Familie in die Vereinigten Staaten.

## Ideologie
Murgaš sprach sich im März 1939 für einen unabhängigen slowakischen Staat unter der schützenden Hand „des großen Beschützers Adolf Hitler“ aus. Weiters sprach er sich mehrmals gegen die Art und Weise aus, wie die slowakische Regierung unter Jozef Tiso die „Jüdische Frage“ anhand eines Numerus clausus zu lösen versuchte und forderte gemeinsam mit Alexander Mach radikalere Maßnahmen. Am 5. Februar 1939 erklärte er in Rišňovce vor Mitgliedern der Hlinka-Garde:

„In der Slowakei wird es künftig weder ein tschechisches, noch ein jüdisches Regime geben. Ich mache euch aufmerksam und warne euch, meine Herren Juden, dass wir diese Garde, wenn ihr sie provoziert, nicht an der Leine halten werden. Wir sind überzeugt, das unsere slowakische Regierung die Jüdische Frage lösen wird und wir Gardisten werden für die Ausführung dieses Gesetzes stimmen.“